# چارلز پینکنی
چارلز پینکنی (به انگلیسی: Charles Pinckney) سناتور سابق عضو حزب دموکرات-جمهوری‌خواه بود. وی در سال ۱۷۹۸ تا ۱۸۰۱ میلادی سناتور ایالت کارولینای جنوبی در سنای ایالات متحده آمریکا بود.